# Ferguut
De Ferguut alias De Ridder met het Witte Schild is een Middelnederlandse niet-historische Arthurroman, geschreven in de voor de Middelnederlandse epiek gebruikelijke gepaard rijmende verzen, vermoedelijk in het derde kwart van de 13e eeuw. De Ferguut is een vertaling/bewerking van de Oudfranse Arthurroman in verzen Fergus alias Le Chevalier au Biel Escu (ca. 1200?) van Guillaume le Clerc, die op basis van zijn taalgebruik en continentale toponiemen ("Namur" en "Dinant") vrijwel zeker afkomstig was uit de zuidelijke Nederlanden (Wallonië), vermoedelijk uit het graafschap Namen/Namur of het prinsbisdom Luik/Liège. De Fergus sluit nauw aan bij romans van Chrétien de Troyes: Érec et Énide, Cligès, Yvain ou le Chevalier au Lion, maar vooral de  Conte du Graal, beter bekend als de Perceval, naar de hoofdpersoon, en behoort tot de hoogtepunten van de Arthurromans die geschreven werden in navolging van en/of als reactie op de romans van de bedenker van het genre: Chrétien de Troyes.

## Overlevering
De Middelnederlandse roman omvat ongeveer 5600 verzen. Het is een van de weinige volledig overgeleverde Arthurromans. Voor ongeveer de helft is het een licht bekortende vertaling van de Oudfranse Roman de Fergus. Opvallend is dat vanaf ongeveer regel 2590 de vertaler veel losser omgaat met zijn bron en de vertaling verandert in een vrije bewerking. Daarom is geopperd dat het tweede deel van de Ferguut door iemand anders is geschreven dan het eerste deel. Het enige handschrift van de Ferguut wordt bewaard in de Universiteitsbibliotheek Leiden, ms. Ltk 191. De afkorting Ltk slaat op de Maatschappij der Nederlandse Letterkunde waarvan de handschriften in Leiden worden bewaard. Het handschrift is ook digitaal beschikbaar.

## Verhaal
Fergus, of Ferguut, is de zoon van een boer, maar zijn moeder is van adel. Hij groeit op op het platteland en weet niets van ridders en avonturen, totdat hij op een dag een ridder ontmoet. Na deze ontmoeting wil Ferguut niets liever dan ook ridder worden. Hij maakt zich hier in eerste instantie belachelijk mee door op allerlei manieren te blunderen, maar ontvangt dan toch enige scholing en neemt zich voor de Zwarte Ridder te verslaan. Ondertussen wordt de beeldschone Galiëne verliefd op Ferguut, en zij probeert hem openlijk te verleiden. Ferguut wijst dit echter af. Galiëne schaamt zich hierna zo dat ze vlucht.
Ferguut verslaat de Zwarte Ridder en beseft dan pas zijn fout tegenover Galiëne. Van de weeromstuit wordt Ferguut nu ook verliefd op haar en hij besluit haar te gaan zoeken. Dit heeft weinig succes, en Ferguut vervreemdt en verwildert meer en meer. Uiteindelijk ontmoet hij dan een dwerg die hem "geneest" en hem een nieuwe opdracht geeft, namelijk het zoeken naar het witte schild. Deze queeste doet zijn ster rijzen, en na een succesvol toernooi wint Ferguut dan toch zijn Galiëne en wordt hij koning van een groot rijk.

## Tekstfragment
In het volgende fragment openbaart Galiëne haar liefde aan Ferguut. Ferguut wijst haar af met te zeggen dat hij eerst nog moet vechten (battaelgie). Wel belooft hij terug te komen.
"Ay! her ridder, en secges nemmeer:
Ghi hebt mijn herte, gi doet mi seer.
Ghi hebter qualijc omme gesien,
Dat gi mi wech hetet vlien.
Si es tuwen dienste lude ende stille.
Ghi moget met mi doen uwen wille.
Ic en werde nemmer blide
Sonder u in enegen tide.
Om u ben ic in groter noet:
Ghi hebt mijn leven ende mijn doet."
Al lachende so sprac Ferguut:
"Joncfrouwe, omme ander dinc ben ic uut,
Dan omme dusdane saken, comen.
Ene battaelgie hebbic genomen,
Die ic emmer voldoen moet.
Joncfrouwe, gevalse mi goet,
Tote u salic werder keren..."